# Zatoka Księcia Williama
Zatoka Księcia Williama (ang. Prince William Sound) – zatoka wcinająca się w głąb terytorium Alaski, położona na wschód od Półwyspu Kenai, a oddzielona kilkoma wyspami od wód Zatoki Alaska. Przez nią przepływają wszystkie statki płynące z i do portu Valdez, w którym kończy się rurociąg doprowadzający ropę naftową ze złóż w północnej Alasce.
28 marca 1964 pod dnem Zatoki Księcia Williama nastąpiło trzęsienie ziemi o magnitudzie 9,2. Trzęsienie to, zwane wielkopiątkowym, było drugim co do magnitudy wstrząsem sejsmicznym w historii pomiarów sejsmologicznych od 1900. Powstałe w wyniku wstrząsu tsunami zniszczyła indiańską osadę Chenega oraz miasto Valdez.
W 1989 doszło do kolejnej tragedii na wodach zatoki – z tankowca MT Exxon Valdez, który odholowano do San Diego i wyremontowano, wypłynęło kilkadziesiąt tysięcy metrów sześciennych ropy, która zanieczyściła blisko 1900 km wybrzeży.
Nazwa zatoki została nadana na cześć następcy tronu brytyjskiego, późniejszego króla Wilhelma IV (ang. William).